# Red Notice
Pour plus de détails, voir Fiche technique et Distribution.
Red Notice ou  Notice rouge au Québec, est une comédie d'action américaine écrite, coproduite et réalisée par Rawson Marshall Thurber, sortie en 2021 sur Netflix.
Il met en vedette Dwayne Johnson, Ryan Reynolds et Gal Gadot.
Initialement prévu pour une sortie par Universal Pictures, le film a été acquis par Netflix pour distribution. ; Ryan Reynolds rejoint Dwayne Johnson et Gal Gadot dans le film Global Heist réalisé par Rawson Marshall Thurber  Il a commencé par sortir dans une combinaison de salles limitée le 5 novembre 2021. Le casse de Gal Gadot dans la bande-annonce "Red Notice" de Netflix avant la diffusion numérique sur la plateforme le 12 novembre 2021. Il a reçu des réactions négatives de la part des critiques pour son intrigue et son scénario, bien que l'interprétation (en particulier de Johnson et Reynolds), la photographie et l'humour aient été salués. Netflix affirme que le film a attiré le plus de public lors de son premier week-end, et qu'il a été le plus regardé dans les 28 jours suivant sa sortie sur la plateforme sur Netflix. Il est également devenu le 5e film le plus diffusé en 2021. Charts de la série originale aux États-Unis, 'Luca' est le film n ° 1. Deux suites sont en développement et seront réalisées avec Johnson, Reynolds, Gadot et Thurber qui devraient revenir. Netflix prépare déjà le tournage de la suite de "Red Notice".

## Synopsis
Il y a deux mille ans, Marc Antoine offrit à Cléopâtre trois œufs ornés de bijoux en guise de cadeau de mariage ; les œufs sont perdus au cours du temps jusqu'à ce que deux soient retrouvés en 1907.
En 2021, l'agent spécial John Hartley, un profileur du FBI, est chargé d'aider l'agent d'Interpol Urvashi Das à enquêter sur le vol potentiel d'un des œufs, exposé au musée du Château Saint-Ange à Rome, après avoir été informé qu'il pourrait même avoir déjà été volé. Alors que le chef de la sécurité dissipe leur inquiétude, l'œuf étant toujours exposé, Hartley dévoile que c'est une copie. Le voleur, Nolan Booth, rentre ensuite chez lui à Bali avec l'œuf mais Hartley, Das et une équipe d'Interpol l'arrêtent et récupèrent l'œuf. À l'insu de tous, Sarah Black, la principale concurrente de Booth connue sous le nom de "Le Fou", l'échange contre un faux. Le lendemain, Das, mise au courant que l'œuf récupéré est également une copie, emprisonne Hartley dans une prison russe avec Booth, croyant qu'il est complice du vol.
Black leur propose de travailler ensemble pour trouver le troisième œuf, Booth ayant révélé à Hartley qu'il sait où il se trouve. Hartley propose qu'ils s'unissent pour battre Black
pour qu’il s’innocenter et pour que Booth soit  le voleur d'art numéro un au monde ; ils s'échappent de la prison et se rendent à Valence pour voler le deuxième œuf, propriété du marchand d'armes Sotto Voce. Ils infiltrent le bal masqué de Voce et retrouve alors Black, qui a également l'intention de le voler. Les deux hommes combattent Black dans le coffre-fort de Voce pour l'œuf jusqu’à ce que Voce appréhende les deux hommes tandis que Black révèle qu'elle travaille avec Voce.
Booth divulgue alors l'emplacement du troisième œuf et Black Black trahit Voce avant de partir pour l'Égypte où Booth prétend qu'il se trouve. Après avoir quitté Valence, Booth révèle à Hartley que l'œuf se trouve en fait en Argentine, dans un endroit connu de lui seul car inscrit sur la montre de son défunt père laquelle appartenait au conservateur d'art personnel d'Adolf Hitler ; en 1945, Zeich a fui l'Europe pour l'Argentine. Le duo trouvent le bunker secret où se trouvent d'innombrables artefacts nazis dont le troisième œuf. Black, qui n'est pas tombée dans leur piège et les a suivis, les menace d'une arme mais est interrompue par l'arrivée de Das. Hartley, Booth et Black s'échappent et, après avoir plongé d'une cascade, atterrissent dans un lac au fond. Booth découvre alors que Hartley et Black sont partenaires, qu'Hartley n'a jamais travaillé pour le FBI et qu'il est lui aussi "Le Fou". Booth, menotté à un arbre dans la forêt tropicale, leur donne alors l'œuf.
Au Caire, Hartley et Black livrent les trois œufs à un  milliardaire égyptien comme cadeau de mariage de sa fille (à l'image du cadeau original de Marc Antoine à Cléopâtre). Le mariage est interrompu par un raid d'Interpol de Das. Six mois plus tard, Booth fait son apparition sur leur yacht, en Sardaigne ; il les informe qu'à la suite de ses révélations à Interpol, leur compte en banque aux îles Caïmans, sur lequel les 300 millions de dollars du milliardaire égyptien ont été versés, a été siphonné, les laissant sans argent. Booth leur offre une chance d'échapper à Interpol, sur le point de les capturer, s'ils l'aident à réaliser un nouveau braquage, au Louvre à Paris, qui nécessite trois personnes pour réussir. Alors qu'ils s'échappent, Das rédige une notice rouge à l'encontre du trio.

## Fiche technique
Sauf indication contraire, les informations mentionnées dans cette section peuvent être confirmées par la base de données cinématographiques IMDb,  présente dans la section « Liens externes ».
- Titre original et français : Red Notice
- Titre québécois : Notice rouge
- Réalisation et scénario : Rawson Marshall Thurber
- Musique : Steve Jablonsky
- Décors : Andy Nicholson
- Costumes : Mary E. Vogt
- Photographie : Markus Förderer
- Montage : Michael L. Sale
- Production : Beau Flynn, Dany Garcia, Hiram Garcia, Dwayne Johnson et Rawson Marshall Thurber
- Production déléguée : Wendy Jacobson
- Sociétés de production : Flynn Picture Company, Seven Bucks Productions et Bad Version, Inc.
- Société de distribution : Netflix
- Pays de production :  États-Unis
- Langue originale : anglais
- Budget : entre 160 et 200 millions de dollars[3]
- Format : couleur
- Genres : comédie d'action, thriller
- Durée : 115 minutes
- Date de sortie :
  - Monde : 12 novembre 2021 (Netflix)

## Distribution
- Ryan Reynolds (VF : Pierre Tessier) : Nolan Booth
- Dwayne Johnson (VF : David Krüger) : agent John Hartley, du FBI
- Gal Gadot (VF : Ingrid Donnadieu) : Sarah Black, "Le Fou"
- Ritu Arya (VF : Sandra Valentin) : l'inspecteur Urvashi Das
- Chris Diamantopoulos (VF : Mathieu Buscatto) : Sotto Voce
- Ivan Mbakop (VF : Mohad Sanou) : Tambwe
- Vicenzo Amato (VF : Eddie Chignara) : Directeur Gallo
- Rafael Petardi (VF : Romain Altché) : Chef de la sécurité Ricci
- Daniel Bernhardt : Drago Grande (caméo)
- Ethan Hershenfield (VF : Omar Yami) : Aranoub Magdy
- Brenna Marie Narayan (VF : Iliana Sakji) : Cleopatra
- Ed Sheeran : lui-même (caméo)
- Robert Clotworthy (VF : Laurent Natrella) : le narrateur (voix)
Version française
  - Studio de doublage : Cinéphase
  - Direction artistique : Michel Derain
  - Adaptation : Mélanie de Truchis et Olivier Delebarre

## Production

### Genèse et développement
En février 2018, on annonce que Dwayne Johnson va retrouver le cinéaste Rawson Marshall Thurber, après Skyscraper, pour une comédie d'action. Legendary Pictures développe le projet, alors que Universal Pictures, Warner Bros. et Paramount Pictures sont sur les rangs pour la distribution. La production est assurée par Beau Flynn, via sa société Flynn Picture Company, ainsi que par Dwayne Johnson, Dany Garcia et Hiram Garcia et leur société Seven Bucks Productions. On annonce également qu'Universal et Legendary ont acquis les droits de distribution.
Pour la première fois de sa carrière, Dwayne Johnson obtient un salaire supérieur à 20 millions de dollars. Gal Gadot obtient un salaire équivalent, faisant d'elle l'une des actrices les mieux payées en 2020.
En juillet 2019, Ryan Reynolds rejoint le film. Ritu Arya et Chris Diamantopoulos sont confirmés en février 2020.
Avec un budget estimé 160 millions de dollars (Variety évoque même 200 millions), Red Notice est le film le plus cher de l'histoire de Netflix.

### Tournage
Le tournage devait initialement débuter en avril 2019, une fois Dwayne Johnson libéré de celui de Jumanji: Next Level. En juillet, on annonce que les prises de vues auront lieu en 2020. Le tournage débute donc le 3 janvier 2020 à Atlanta,.
En raison de la pandémie de Covid-19 en Italie, alors plus importante que dans d'autres pays, le tournage en Italie est annulé. En mars 2020, le tournage est arrêté en raison de la pandémie.
Le tournage reprend le 14 septembre 2020,. Gal Gadot et Ryan Reynolds bouclent toutes leurs scènes en octobre 2020.

### Musique
En février 2020, Steve Jablonsky est annoncé comme compositeur. Il avait déjà collaboré avec Rawson Marshall Thurber pour Skyscraper (2018).

## Accueil
Le film devait initialement être distribué en salles par Universal Pictures en juin 2020. En raison de la pandémie de Covid-19 et de la fermeture des cinémas, la sortie est ensuite repoussée à novembre 2020. Netflix acquiert les droits de distribution du film en juillet 2019. Il sort le 12 novembre 2021 sur la plateforme.